# Mio Kudō
Mio Kudō (工藤 美桜 Kudō Mio?,  Tokio, Japón, 8 de octubre de 1999) es una actriz, modelo y tarento japonesa, afiliada a Pisca.

## Biografía
Kudō nació el 8 de octubre de 1999 en la ciudad de Tokio, Japón. Comenzó a modelar durante su cuarto año de escuela primaria. Formó parte de la agencia Charm Kids hasta el 1 de agosto de 2012, donde era conocida bajo el nombre de Mana Fujitani. El 16 de septiembre, anunció que usaría el nombre de Mio Kudō. Actualmente forma parte de Pisca, una subdivisión de Platinum Production establecida en noviembre de ese mismo año para la gestión de adolescentes de bajos recursos.
En octubre de 2015, Kudō realizó su primera aparición en el drama televisivo Kamen Rider Ghost, en el papel de Kanon Fukami / Sister Eyecon.

## Filmografía

### Televisión
| Año  | Título                     | Cadena                       | Notas    |
| ---- | -------------------------- | ---------------------------- | -------- |
|      | Gokujō!! Mecha Mote Iinchō | TV Tokyo                     |          |
| 2011 | Shittoko!                  | MBS                          | VTR      |
| 2011 | Piramekino                 | TV Tokyo                     |          |
|      | Hirunandesu!               | NTV                          |          |
| 2015 | Kamen Rider Ghost          | Kanon Fukami / Sister Eyecon | TV Asahi |
| 2020 | Mashin Sentai Kiramager    | Sayo Oharu / Kirama Pink     | TV Asahi |

### Película
| Año  | Título                                          | Notas                    |
| ---- | ----------------------------------------------- | ------------------------ |
| 2020 | Mashin Sentai Kiramager: Episode ZERO           | Sayo Oharu / Kirama Pink |
| 2021 | Mashin Sentai Kiramager the Movie: Be-Bop Dream | Sayo Oharu / Kirama Pink |
| 2021 | Mashin Sentai Kiramager vs. Ryusoulger          | Sayo Oharu / Kirama Pink |

### Anuncios
| Título                  | Notas |
| ----------------------- | ----- |
| Sato Restaurant Systems |       |

### Revistas
| Título        | Notas              |
| ------------- | ------------------ |
| Chara Parfait | ASCII Media Works  |
| Po Puri       | Azabudaishuppansha |
| JS Girl       | San-ei Shobo       |